# ヴェネラブル (戦艦)
|          | |
| 艦歴     | |
| 発注:    | |
| 起工:    | 1899年1月2日                                                                                       |
| 進水:    | 1899年11月2日                                                                                      |
| 就役:    | 1902年11月12日                                                                                     |
| 退役:    | |
| その後:  | 1920年6月4日にスクラップとして売却                                                                 |
| 除籍:    | |
| 性能諸元 | |
| 排水量:  | 15,500 トン                                                                                        |
| 全長:    | 431 ft 9 in (131 m)                                                                                |
| 全幅:    | 75 ft (23 m)                                                                                       |
| 吃水:    | 27 ft 5 in                                                                                         |
| 機関:    | 垂直三段膨張蒸気機関×2 15,500馬力                                                                  |
| 最大速:  | 18.0ノット (33 km/h)                                                                               |
| 兵員:    | 士官、兵員760名                                                                                    |
| 兵装:    | Mk IX 12インチ砲4門 Mk VII 6インチ砲12門 12ポンド砲16門 3ポンド砲6門 機銃2基 18インチ魚雷発射管4門 |

ヴェネラブル(HMS Venerable)は、イギリス海軍の戦艦。フォーミダブル級戦艦の1隻。その名を持つ艦としては3隻目。

## 艦歴
ヴェネラブルは1899年1月2日にチャタム造船所で起工した。1899年11月2日に進水、1902年11月12日に就役し、地中海艦隊の2番目の旗艦として最初の任務に就く。改修が行われた後、1909年10月に大西洋艦隊に配属される。
1912年5月にドーバーに移動し、予備役として第一次世界大戦が始まるまで保管された。開戦後は1914年8月に海峡艦隊第5戦隊に所属する。その後ドーバー警戒部隊の旗艦任務に就く。
1915年5月にダーダネルス海峡での戦い（ダーダネルス作戦）に参加したが、活動期間は短く10月にはジブラルタルで修理に入り、作業は12月まで行われた。その後タラントでイタリア方面艦隊に所属し、1916年12月までアドリア海での作戦任務に従事した。
1918年に本国に帰還すると、補給艦へ改装され、その後機雷敷設艇母艦として使用された。
ヴェネラブルは1920年6月4日にスクラップとして売却され、1922年に解体された。